# Deutsche Bahn
La Deutsche Bahn Aktiengesellschaft, DB parfois DB AG (« Société par actions du chemin de fer allemand »), est l'entreprise ferroviaire publique allemande issue de la fusion entre la Deutsche Bundesbahn et la Deutsche Reichsbahn en 1994. Elle est notamment présente dans les domaines du transport de voyageurs, du transport de marchandises, et réalise la gestion et l'exploitation du réseau ferré allemand.
Par son volume d'activité et la taille de son réseau, c'est la première entreprise ferroviaire de l'Union européenne et la deuxième d'Europe après les Chemins de fer russes.
La DB est une société par actions dont le capital en actions est détenu à 100 % par l'État fédéral allemand. Elle constitue une holding chapeautant les principales activités du groupe, constituées de filiales dédiées à chaque segment de marché.
Sur le plan commercial, elle a adopté la marque Die Bahn (« Chemins de fer ») pour moins marquer son origine nationale.
La société détient la totalité de DB Cargo France, de DB Cargo UK, et la majorité du capital de la société espagnole Transfesa.
Lourdement endetté, ses dysfonctionnements fréquents (infrastructures vétustes, problèmes de ponctualité et de pannes, lenteur de certaines lignes, wagons surchargés) font l'objet d'intenses débats dans l'opinion allemande depuis plusieurs années,,,.

## Histoire
La Deutsche Bahn est créée le 1er janvier 1994 à la suite de la fusion de la Deutsche Bundesbahn de l'ancienne République fédérale d'Allemagne avec la Deutsche Reichsbahn de l'ancienne République démocratique allemande. L'acronyme DB de l'ancienne Deutsche Bundesbahn a été conservé. Cependant, pour distinguer la « nouvelle » entreprise de l'ancienne, l'acronyme DBAG est également utilisé.
Les équipements et les infrastructures de l'ancienne société d'État communiste sont vétustes : « en 1990, seulement 30 % du petit réseau est-allemand est électrifié, contre 45 % du réseau ouest-allemand, beaucoup plus étendu, les viaducs, les ponts, les systèmes de signalisation sont dans un état de délabrement avancé ».
En décembre 1993, le Bundestag adopte une réforme fondamentale, qui ouvre le transport ferroviaire à la concurrence en privatisant partiellement son réseau. La Deutsche Bahn AG est créée. La Deutsche Bahn conserve le quasi-monopole sur les grandes lignes, mais elle cède un grand nombre des petites lignes régionales à des opérateurs privés. En 2018, il existe 450 entreprises de transport ferroviaire en Allemagne.
En 1994, l'entreprise compte environ 35 milliards de dettes. L'État assainit les finances en les épongeant intégralement. En contrepartie, la DB est contrainte de procéder à une réduction drastique de ses effectifs qui passent de 350 000 à 220 000. Est supprimé également le statut de fonctionnaire des cheminots au fur et à mesure des nouvelles embauches.
Le gouvernement Schröder engagea une restructuration de la DB afin de la faire entrer en bourse. Les effectifs furent réduits et les dividendes non réinvestis dans le réseau ou les matériels. D'après l'universitaire Heiner Monheim, « pour que l’action DB se vende à bon prix, il fallait rentabiliser au maximum. La compagnie n’avait qu’un objectif en tête : économiser. Cette stratégie l’a menée dans le mur ».
En 2002, E.ON vendit ses activités dans la logistique, via la vente de 65,4 % qu'il détient dans sa filiale Stinnes, à Deutsche Bahn pour environ 1,6 milliard d'euros. Par la suite, la Deutsche Bahn continua de développer ses activités de logistique très rentables.
Le siège social de la DB est situé à Berlin. Fin 2005, le gouvernement fédéral s'est opposé au transfert du siège social à Hambourg pour garder les emplois (20 000 à Berlin) dans la partie orientale du pays.
En juin 2007, la DB a annoncé son désir d'acquérir English, Welsh and Scottish Railway ainsi que Transfesa.
En janvier 2009, la DB et Bombardier Transport ont signé un contrat portant sur la fourniture de 800 voitures à deux étages au coût global de 1,5 milliard d'euros.
Le 19 octobre 2010, la Deutsche Bahn a emprunté pour la première fois le tunnel sous la Manche pour arriver en gare de Saint-Pancras à Londres. La libéralisation du trafic ferroviaire de passagers dans l'Union européenne ouvre à la concurrence la ligne trans-Manche, mais la Deutsche Bahn est confrontée aux normes techniques très restrictives imposées par la France et le Royaume-Uni, ainsi qu'à l'obligation de mise en place du contrôle des passagers et de leurs bagages dans les gares allemandes. La Deutsche Bahn envisage néanmoins de proposer trois aller-retour quotidiens entre Francfort et Londres.
Le réseau ferroviaire allemand exploité par la DB comporte 33 448 kilomètres de lignes en service (2013).
2014 est l'année de la plus longue grève de l'histoire des chemins de fer allemands. Cette grève a pour conséquence que « très vite, les passagers exaspérés prennent en grippe le syndicat des conducteurs de train qui mène la rébellion ».
En 2017, la DB enregistre un nombre record de passagers.
En 2018, du fait des milliards d'euros d'investissement pour moderniser l'infrastructure et faire face à la concurrence européenne, les gares et les trains ont été rénovés. Il n'existe plus en Allemagne de passages à niveau manuels et les aiguillages ont été intégralement automatisés.
En mai 2020, l'État allemand envisage d'injecter entre 6,9 et 8,4 milliards d'euros dans la Deutsche Bahn pour surmonter les difficultés, causées par la chute de fréquentation de ses trains.
Début août 2024, la Deutsche Bahn est visée par un ensemble de sabotages ferroviaires revendiqués par un mouvement d’extrême gauche. Une série d’incendies visant les chemins de fer à Brême, Hambourg et Berlin perturbent fortement le trafic.
En septembre 2024, DSV annonce l'acquisition de Schenker, filiale de transport routier de la Deutsche Bahn, pour 14,3 milliards d'euros.

## Organisation
La Deutsche Bahn est une entreprise ferroviaire « intégrée » : elle exerce à la fois le métier d'exploitant (voyageurs et marchandises) et celui de gestionnaire d'infrastructure ferroviaire.
Ses activités sont réparties entre cinq filiales principales :
- DB InfraGO (anciennement DB Netz) : gestion du réseau ferré allemand ;
- DB InfraGO (anciennement DB Station & Service) : gestion des gares voyageurs ;
- DB Fernverkehr (de) (anciennement DB Reise & Touristik) : transport de voyageurs  longue distance (grandes lignes) ;
- DB Regio : transport de voyageurs au niveau local et régional ;
- DB Cargo (anciennement DB Schenker et Railion) : transport de marchandises, logistique.

Depuis 1996, les Ventes Internationales de la DB en France sont gérées par Deutsche Bahn France Voyages & Tourisme SAS. DB Schenker Joyau est un transporteur routier en France.
En septembre 2023, le conseil de surveillance de la Deutsche Bahn AG a décidé de fusionné DB Netz et DB Station & Service, le 1er janvier 2024 en une seule entité DB InfraGO. Selon Werner Gatzer, président du conseil de surveillance de la Deutsche Bahn AG, c'est une étape majeure de la réforme des chemins de fer allemands. Cette nouvelle entité répond aux exigences légales de transparence et d'égalité de traitement pour l'accès au réseau et aux tarifs. L'objectif est pour DB InfraGO de mettre en œuvre un vaste programme de modernisation du réseau ferroviaire et des gares. Pour cela la société indique qu'il lui faudra environ 45 milliards d'euros d'ici 2027, pour ses investissements.
Depuis 2023, un tiers des trains sont en retard sur le réseau liant cela au sous-financement en matière d'infrastructure en Allemagne comme le rappel l'économiste Jacques Sapir et le magazine allemand Cicero,.

### Conseil d'administration
- Richard Lutz, PDG.
- Berthold Huber, directeur du transport de passagers.
- Sabina Jeschke, directrice de la technologie.
- Ronald Pofalla, directeur de l'infrastructure.
- Martin Seiler, directeur des ressources humaines.
- Alexander Doll, directeur financier.

### Personnel
Depuis 1994 le statut de fonctionnaire des cheminots  a été supprimé pour les nouvelles embauches. Les salaires sont fixés par les accords syndicaux de branche.
Entre 1994 et 2018, les effectifs sont passés de 352 000 salariés – dont 100 000 fonctionnaires – à 306 000 salariés (mais seulement 195 000 en Allemagne), dont 39 000 fonctionnaires – statut voué à disparaître d'ici à 2043.

## Résultats financiers
2013
- Chiffre d'affaires : 39,1 milliards d'euros
- Bénéfices d'exploitation (EBIT) : 2,236 milliards d'euros

2016
- Chiffre d'affaires : 41 milliards d’euros

2017
- Bénéfices d'exploitation (EBIT) : plus de 2,2 milliards d'euros[16]

## Matériel roulant
La plupart des machines de la DB portent une livrée à base de rouge, les Intercity-Express (ICE) et Intercity 2 (IC2) portent une livrée blanche avec une bande rouge horizontale. Certains engins provenant de l'ex-Deutsche Bundesbahn portent encore leur ancienne livrée à base de bleu et de blanc.

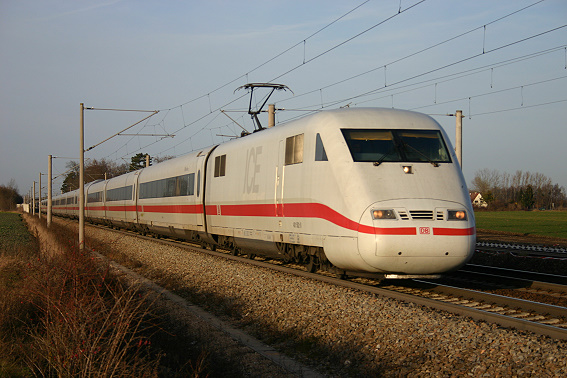
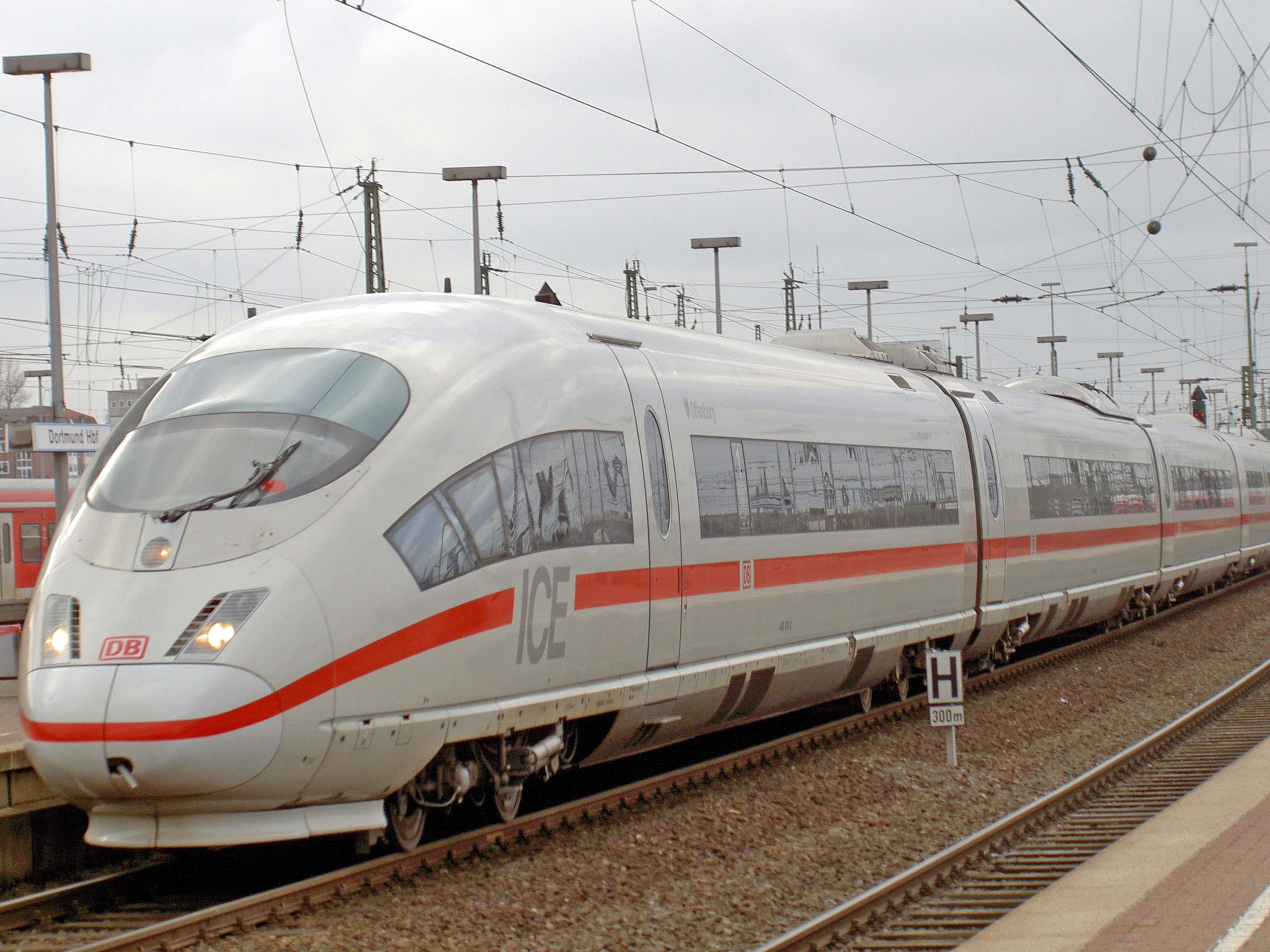
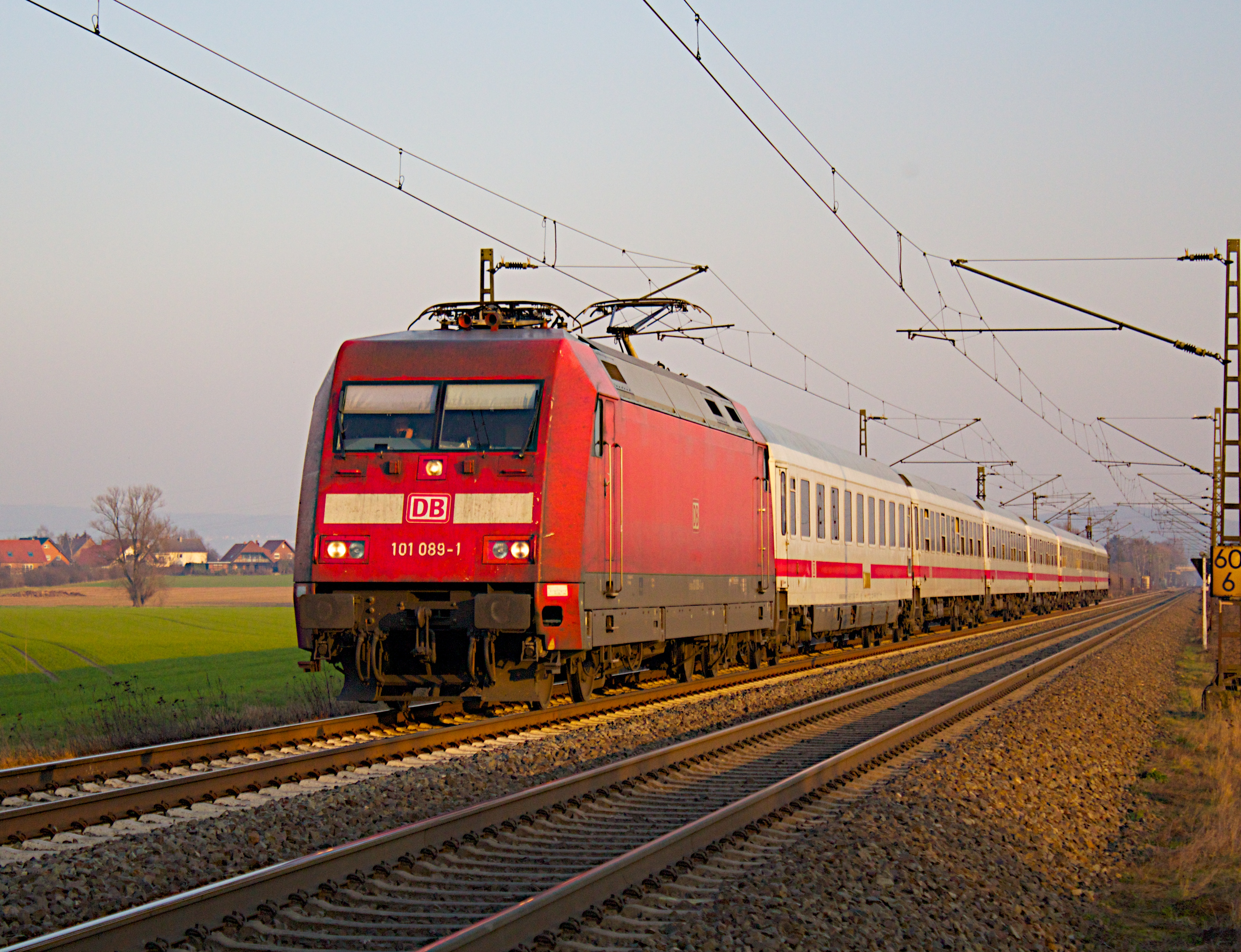
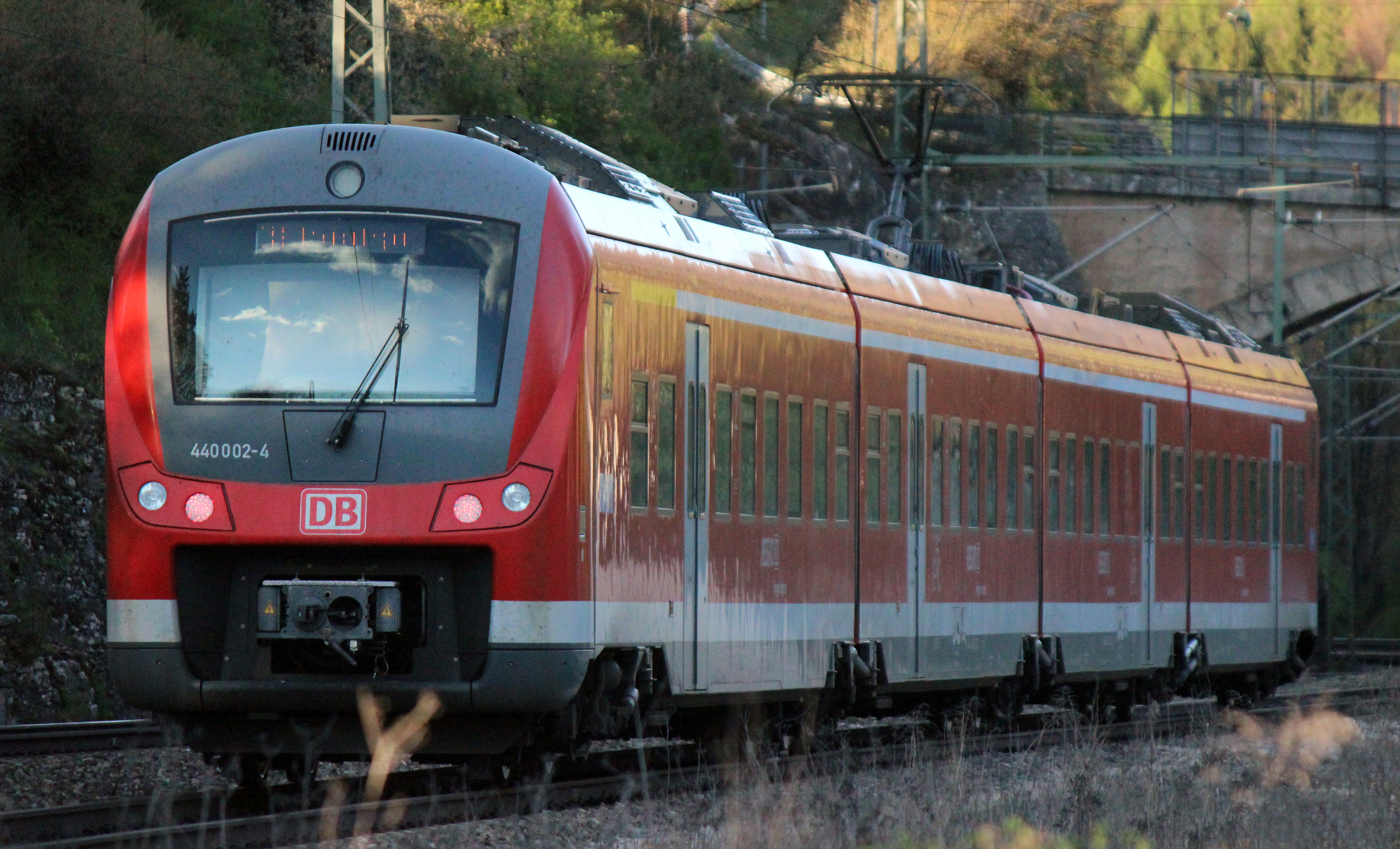
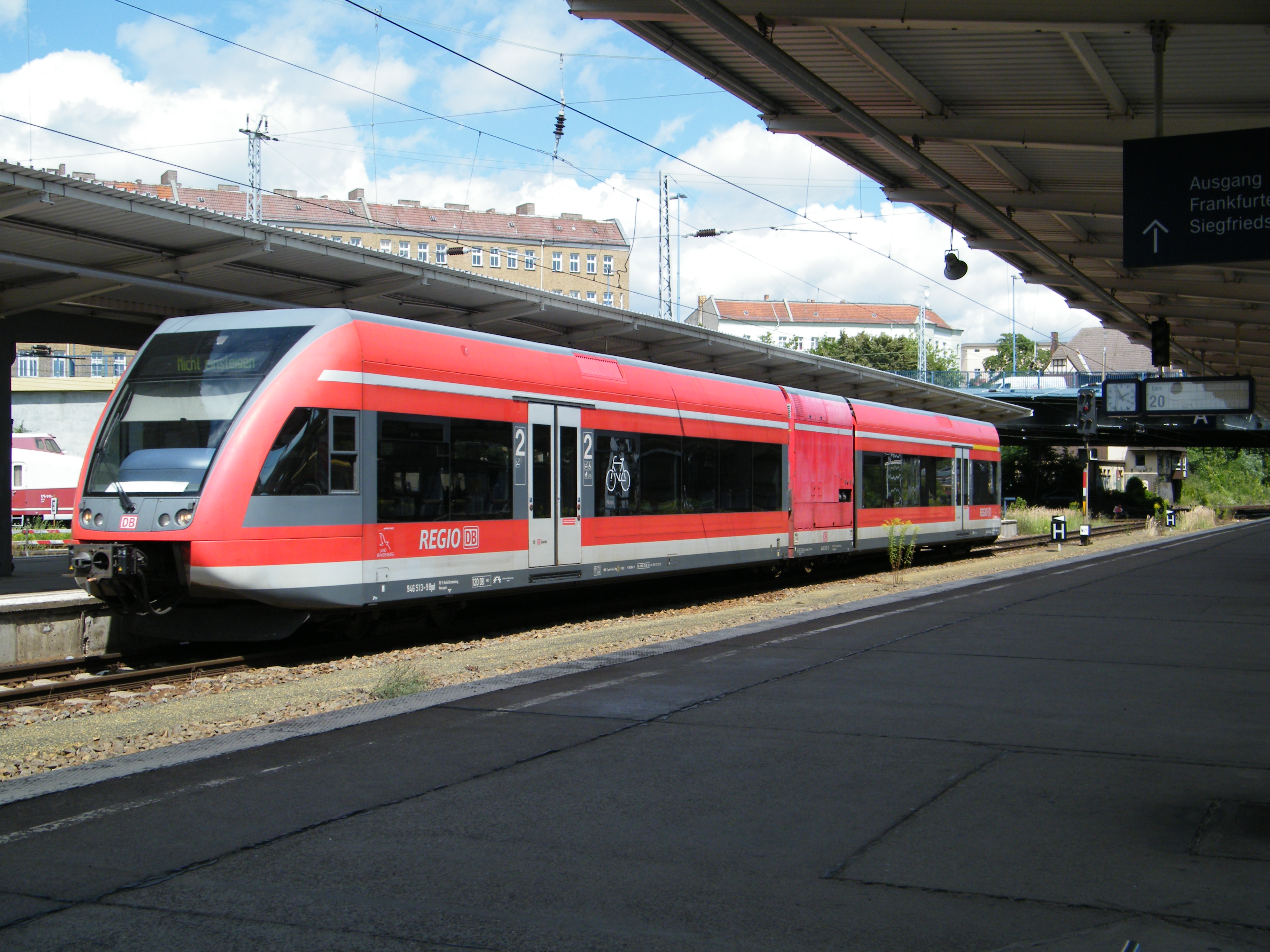
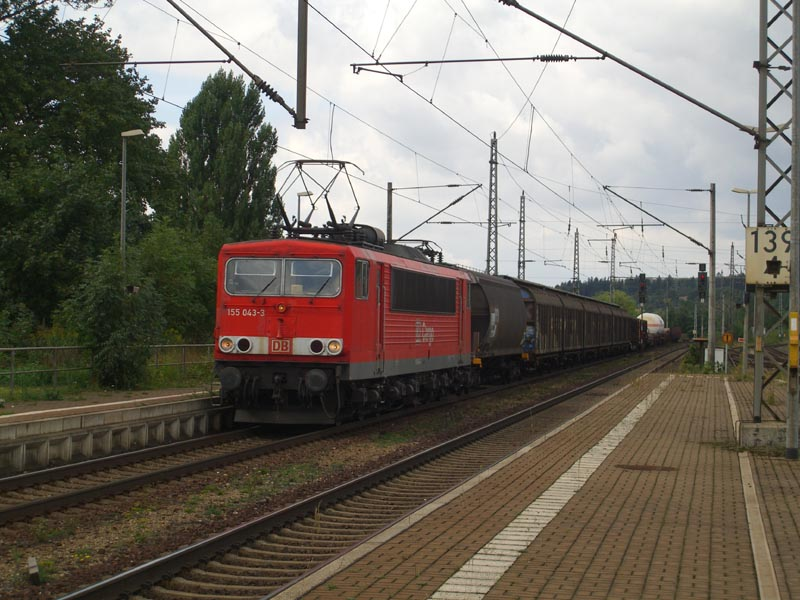
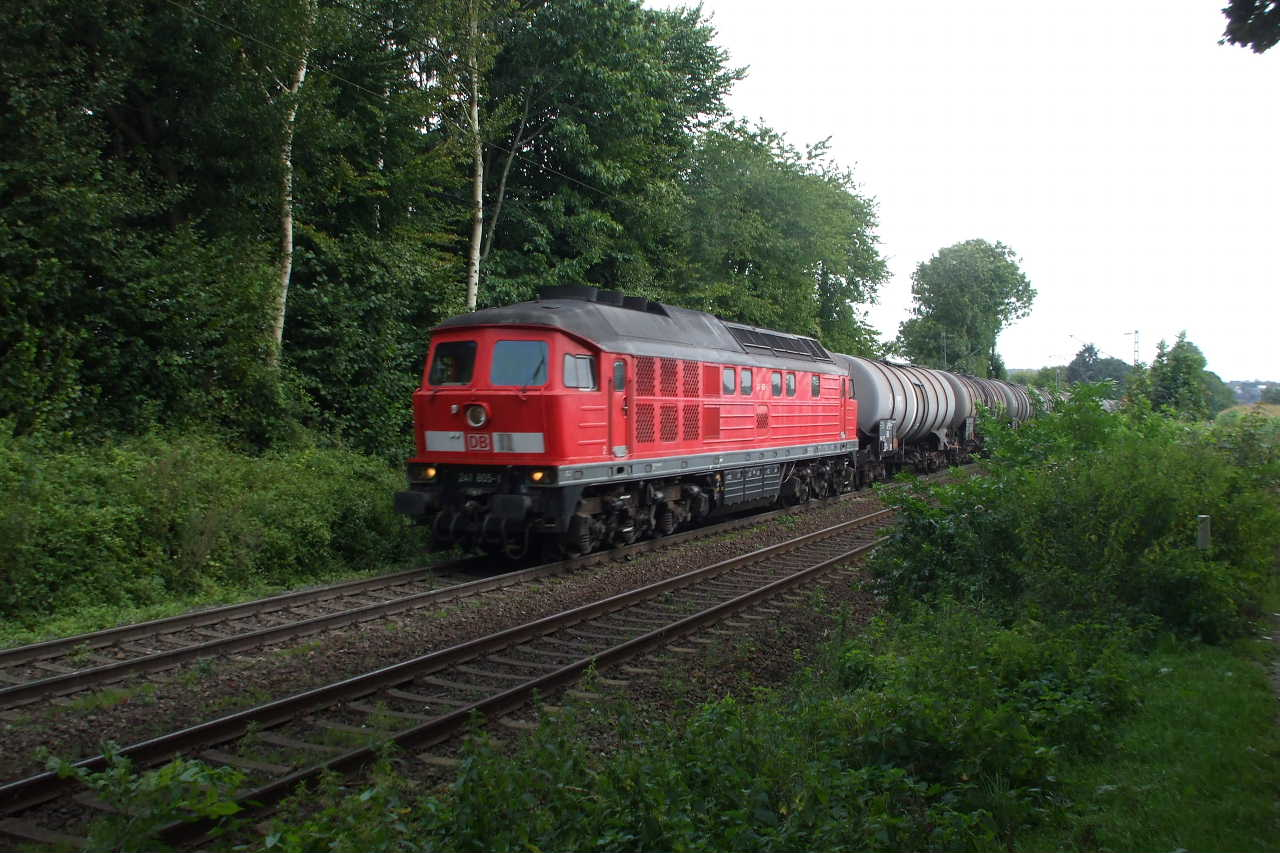
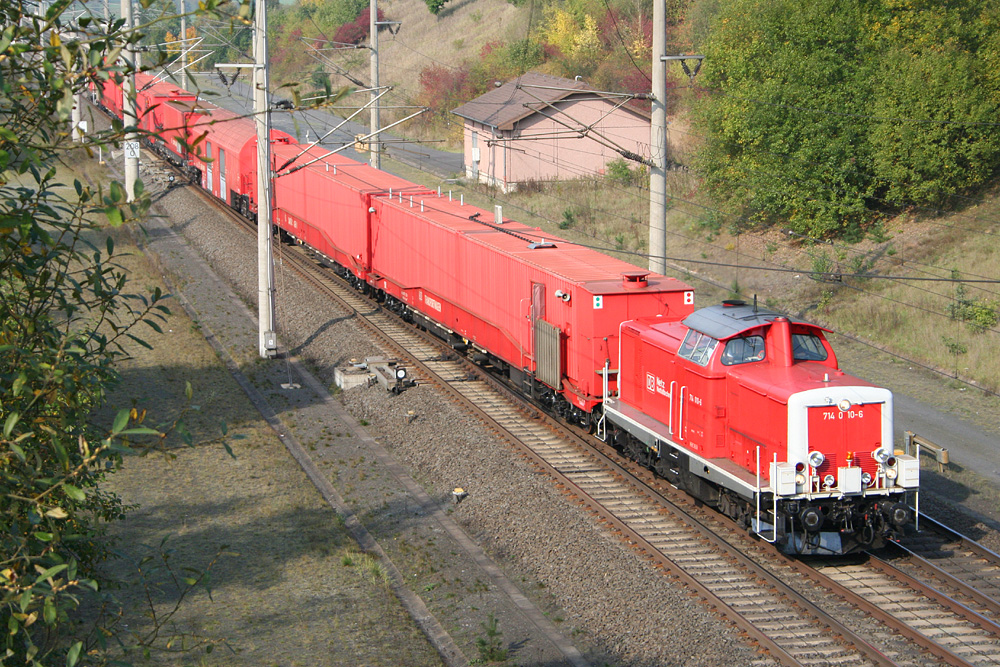